# Katie Smith
Katherine May Smith, coneguda com a Katie Smith, (Lancaster, Estats Units, 1974) és una jugadora de bàsquet estatunidenca, guanyadora de tres medalles olímpiques.

## Biografia
Va néixer el 4 de juny de 1974 a la ciutat de Lancaster, població situada a l'estat d'Ohio.

## Carrera esportiva

### Nivell de clubs
Va iniciar la seva activitat a la Universitat d'Ohio, i al llarg de la seva carrera ha guanyat un títol de la Lliga de l'Associació Nacional Femenina de Bàsquet (2006).
| Anys         | Equips         | País         |
| ------------ | -------------- | ------------ |
| 1999-2005    | Minnesota Lynx | Estats Units |
| 2006-2009    | Detroit Shock  | Estats Units |
| 2009-present | Fenerbahçe SK  | Turquia      |

### Selecció nacional
Va participar, als 26 anys, en els Jocs Olímpics d'Estiu de 2000 realitzats a Sydney (Austràlia), on va aconseguir guanyar la medalla d'or en la competició femenina de bàsquet al derrotar la selecció d'Austràlia. Posteriorment aconseguí revalidar aquest metall en els Jocs Olímpics d'Estiu de 2004 realitzats a Atenes (Grècia) i en els Jocs Olímpics d'Estiu de 2008 realitzats a Pequín (República Popular de la Xina).
Al llarg de la seva carrera ha guanyat dues medalles en el Campionat del Món de bàsquet femení, totes elles d'or.